# Festival international du film de Damas
Le festival international du film de Damas, en arabe : مهرجان دمشق السينمائي الدولي,  est un festival de cinéma bisannuel, organisé en novembre, par le gouvernement syrien,  depuis 1979. Le festival a été créé par le défunt réalisateur syrien Muhammad Shahin (ar). Il alterne avec les Journées cinématographiques de Carthage. Jusqu'en 1999, la compétition du festival était axée sur les films des pays arabes, d'Amérique latine et d'Asie. Depuis 2001, le festival a une vocation internationale. Le festival a été suspendu en 2012 en raison de la guerre civile syrienne.